# Fastkomplexe Mannigfaltigkeit
In der Mathematik ist der Begriff der fastkomplexen Mannigfaltigkeit eine Abschwächung des Begriffs komplexe Mannigfaltigkeit. Während komplexe Mannigfaltigkeiten lokal wie der komplexe Raum aussehen, tun dies fastkomplexe nur „infinitesimal“, das heißt die Tangentialräume sind (auf untereinander verträgliche Art) komplexe Vektorräume. Um einen reellen Vektorraum zu einem komplexen zu machen, muss man festlegen, was das Produkt eines Vektors mit der imaginären Einheit {\displaystyle i} sein soll. Dies ist im Fall des Tangentialraums {\displaystyle T_{p}M} die Aufgabe der Abbildung {\displaystyle J_{p}}.
Das Konzept wurde 1948/49 von Charles Ehresmann und Heinz Hopf eingeführt.

## Definition

### Fastkomplexe Struktur
Eine fastkomplexe Struktur auf einer glatten Mannigfaltigkeit {\displaystyle M} ist eine glatte Abbildung {\displaystyle J\colon TM\to TM} mit der Eigenschaft, dass die Einschränkung {\displaystyle J_{p}:=J|_{T_{p}M}} auf den Tangentialraum zu jedem Punkt {\displaystyle p\in M} eine bijektive lineare Abbildung ist, die
{\displaystyle J_{p}\circ J_{p}=-\mathrm {id} }
erfüllt. (Dies entspricht der Gleichheit {\displaystyle i^{2}=-1}.)

### Fastkomplexe Mannigfaltigkeit
Eine fastkomplexe Mannigfaltigkeit ist eine glatte Mannigfaltigkeit {\displaystyle M} zusammen mit einer fastkomplexen Struktur auf {\displaystyle M}.

## Eigenschaften
- Seien {\displaystyle M} und {\displaystyle N} zwei fastkomplexe Mannigfaltigkeiten mit den jeweiligen fastkomplexen Strukturen {\displaystyle J_{M}} und {\displaystyle J_{N}}. Eine stetig differenzierbare Abbildung {\displaystyle f\colon M\to N} heißt holomorph (oder pseudo-holomorph), wenn der Pushforward {\displaystyle df\colon TM\to TN} von {\displaystyle f} mit den fastkomplexen Strukturen von {\displaystyle M} und {\displaystyle N} verträglich ist, das heißt, es muss

{\displaystyle df\circ J_{M}=J_{N}\circ df}
gelten.
- Eine komplexe Mannigfaltigkeit ist automatisch auch eine fastkomplexe. Durch die komplexe Struktur werden die Tangentialräume zu komplexen Vektorräumen und durch {\displaystyle Jv:=iv} für {\displaystyle v\in TM} wird eine fastkomplexe Struktur definiert. Umgekehrt braucht eine fastkomplexe Mannigfaltigkeit im Allgemeinen keine komplexe Struktur zu besitzen. Falls es aber einen Atlas gibt mit Karten, deren Zielbereich ein komplexer Vektorraum ist und die im Sinne der fastkomplexen Struktur holomorph sind, dann ist dieser Atlas ein komplexer Atlas, der die fastkomplexe Struktur induziert. Man kann deshalb komplexe Mannigfaltigkeiten auch definieren als fastkomplexe Mannigfaltigkeiten, die einen holomorphen Atlas besitzen.

## Integrierbarkeit
Eine fastkomplexe Struktur heißt integrierbar, wenn sie einen holomorphen Atlas besitzt, das heißt eine komplexe Struktur ist. Der Satz von Newlander-Nirenberg besagt, dass eine fastkomplexe Struktur genau dann integrierbar ist, wenn der Nijenhuis-Tensor verschwindet.

## Beispiele
- Für jede natürliche Zahl {\displaystyle n} gibt es komplexe Strukturen auf dem {\displaystyle \mathbb {R} ^{2n}}, zum Beispiel ({\displaystyle 1\leq i,j\leq 2n}): {\displaystyle J_{ij}=-\delta _{i,j-1}} für ungerade {\displaystyle i} und {\displaystyle J_{ij}=\delta _{i,j+1}} für gerade {\displaystyle i}.
- Fastkomplexe Strukturen gibt es nur auf Mannigfaltigkeiten gerader Dimension. (Andernfalls hätte {\displaystyle J:TM\rightarrow TM} mindestens einen reellen Eigenwert im Widerspruch zu {\displaystyle J^{2}=-1}.)
- Im reell zweidimensionalen (das heißt im komplex-eindimensionalen) ist jede fastkomplexe Mannigfaltigkeit eine komplexe Mannigfaltigkeit, also eine riemannsche Fläche. Dies kann man durch das Lösen der Beltrami-Gleichung zeigen.
- Die einzigen Sphären mit fastkomplexen Strukturen sind {\displaystyle S^{2}} und {\displaystyle S^{6}} (Armand Borel, Jean-Pierre Serre 1953)[3]. Die bekannte fastkomplexe Struktur – hergeleitet aus der Geometrie der Oktonionen – auf der {\displaystyle S^{6}} ist nicht integrierbar. Es ist nicht bekannt, ob es auf der {\displaystyle S^{6}} eine komplexe Struktur gibt. Im Allgemeinen wird aber vermutet, dass dies nicht so ist, wenn es auch Versuche gab, eine solche zu konstruieren. Beweisversuche der Nicht-Existenz gab es zum Beispiel von C. C. Hsiung (1986) und S. S. Chern (2003)[4] und 2016 von Michael Atiyah[5].
- Jede symplektische Mannigfaltigkeit ist fastkomplex.

## Hermitesche Metrik
Eine hermitesche Metrik {\displaystyle g} auf einer fastkomplexen Mannigfaltigkeit ist eine {\displaystyle J}-invariante riemannsche Metrik, d. h. eine riemannsche Metrik, die
{\displaystyle g(JX,JY)=g(X,Y)}
für alle {\displaystyle X,Y\in TM} erfüllt.
Die 2-Form
{\displaystyle \Omega (X,Y):=g(X,JY)}
heißt fundamentale 2-Form der fast-hermitschen Mannigfaltigkeit. {\displaystyle (M,J,g)} heißt fast-kählersch wenn {\displaystyle d\Omega =0}.
{\displaystyle (M,J,g)} heißt hermitesche Mannigfaltigkeit wenn {\displaystyle J} integrierbar ist. Eine hermitesche Mannigfaltigkeit mit {\displaystyle d\Omega =0} ist eine Kählermannigfaltigkeit.